# 三條袋鼠介
三條袋鼠介（学名：Kangarina trinerva）为尾花介科袋鼠介屬下的一个种。